# Listă de filme de comedie de mister
Aceasta este o listă de filme notabile de comedie și de mister în ordine cronologică:

## Anii 1930
1930
- Ghost Parade
- Raffles
- The Limejuice Mystery or Who Spat in Grandfather's Porridge?

1932
- The Crooked Circle
- Jewel Robbery
- The Penguin Pool Murder
- Strangers of the Evening

1933
- Whistling in the Dark

1934
- The Thin Man
- Bulldog Drummond Strikes Back
- Murder on the Blackboard

1935
- One Frightened Night
- Star of Midnight
- Streamline Express
- Murder on a Honeymoon

1936
- The Ex-Mrs. Bradford
- The Mandarin Mystery
- The Princess Comes Across

1938
- Fast Company
- The Mad Miss Manton
- The Lady Vanishes[1]
- There's Always a Woman

1939
- It's a Wonderful World
- Nancy Drew... Reporter
- The Cat and the Canary

## Anii 1940
1940
- His Girl Friday
- Up in the Air

1941
- Footsteps in the Dark
- Whistling in the Dark
- Murder by Invitation

1942
- One Thrilling Night
- Who Done It?

1943
- Whistling in Brooklyn

1944
- Arsenic and Old Lace
- The Case of the Screaming Bishop
- One Body Too Many

1945
- Lady on a Train
- Scared Stiff

1946
- Dangerous Money

1947
- The Chinese Ring

1948
- Docks of New Orleans
- Shanghai Chest
- The Golden Eye

1949
- Abbott and Costello Meet the Killer, Boris Karloff
- Two Knights from Brooklyn

## Anii 1950
1953
- Scared Stiff

1954
- The Runaway Bus

## Anii 1960
1960
- Crimen

1963
- Charade
- The Pink Panther

1964
- A Shot in the Dark

1965
- That Darn Cat!

1967
- Catalina Caper

## Anii 1970
1971
- Do Not Fold, Spindle or Mutilate

1973
- The Adventure of Sherlock Holmes' Smarter Brother

1974
- Return of the Pink Panther

1975
- One of Our Dinosaurs Is Missing
- The Black Bird

1976
- Murder By Death
- Peeper
- Silver Streak
- The Pink Panther Strikes Again

1977
- High Anxiety
- The Late Show

1978
- The Big Fix
- Foul Play
- Revenge of the Pink Panther

## Anii 1980
1980
- The Private Eyes

1982
- Dead Men Don't Wear Plaid
- Deathtrap
- Trail of the Pink Panther

1983
- Curse of the Pink Panther

1984
- Bianca

1985
- Clue
- Desperately Seeking Susan
- Fletch

1987
- Forever, Lulu
- Outrageous Fortune

1988
- Who Framed Roger Rabbit

1989
- Fletch Lives

## Anii 1990
1990
- Off and Running

1992
- Once Upon a Crime

1993
- Manhattan Murder Mystery

1994
- Ace Ventura: Pet Detective
- Radioland Murders

1995
- Ace Ventura: When Nature Calls

1996
- Harriet the Spy

1997
- Zero Effect

1998
- Where's Marlowe?

1999
- Safe House

## Anii 2000
2000
- Phantom of the Megaplex
- Trixie

2001
- Head over Heels
- Recess: School's Out

2002
- Get a Clue
- Scooby-Doo

2003
- Looney Tunes: Back in Action

2004
- Scooby-Doo 2: Monsters Unleashed

2005
- Kiss Kiss Bang Bang
- Hoodwinked

2006
- The Pink Panther

2009
- Scooby-Doo! The Mystery Begins
- The Pink Panther 2

## Anii 2010
2010
- One Hundred Years of Evil
- Tom and Jerry Meet Sherlock Holmes

2011
- Seniors